# Гуру Ангад Дев

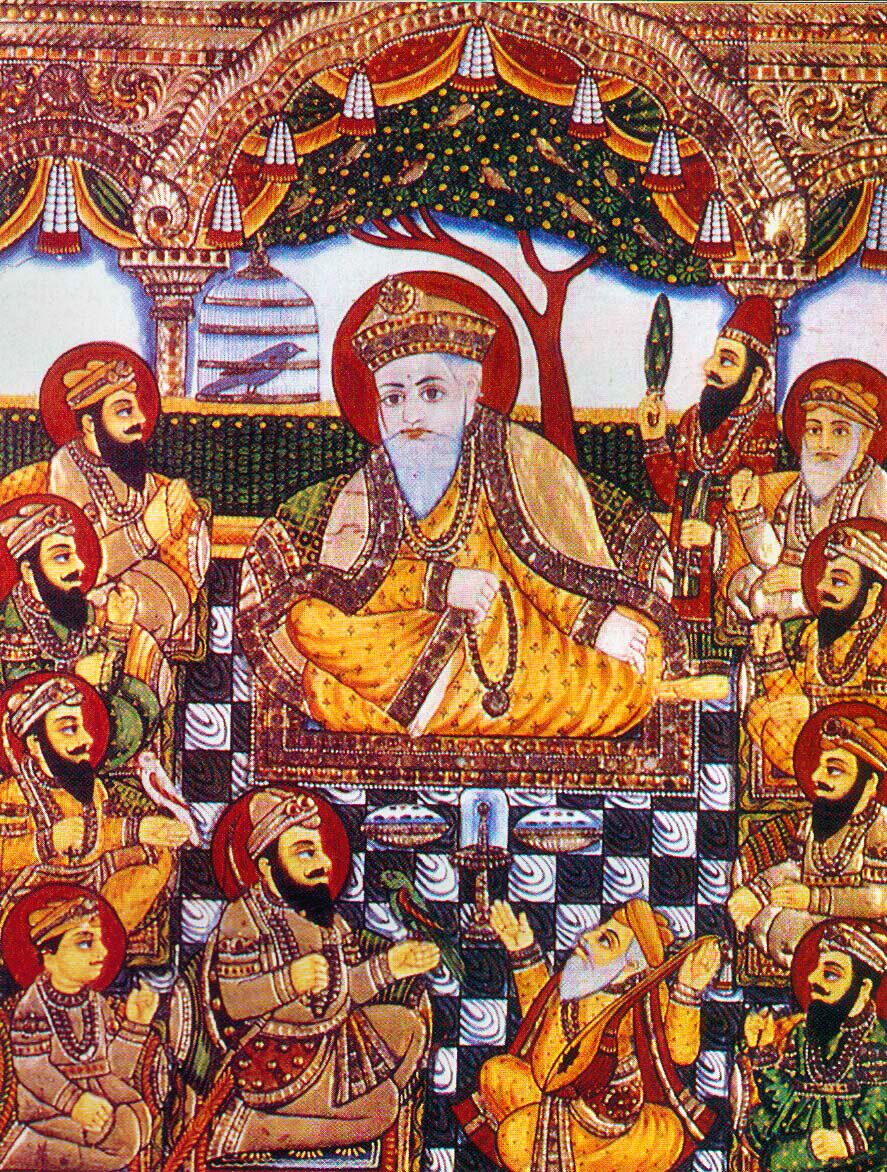
Гуру Ангад Дев

Гуру Ангад Дев (пенджаб. ਗੁਰੂ ਅੰਗਦ ਦੇਵ, гінді गुरू अंगद देव, англ. Guru Angad Dev) (31 березня 1504, Мукстар, Пенджаб, Індія — 28 березня 1552, Амрітсар, Пенджаб, Індія) — другий з десяти сикхіських гуру, винахідник абугіди ґурмукхі, яким написані багато частин Аді Грантх та який є священним для сикхів. Ім'я Ангад перекладається як «Продовження» (тобто власник є продовженням свого гуру (Нанака). Народження і успіння гуру Ангада є святами сикхів (Гуру Ангад Дев Джаянті і Гуру Ангад Дев Джоті Джот відповідно).

## Життєпис
Під час паломництва до джерела однієї індуїстського боги Ангада, тоді ще Шива, зустрів засновника сикхізму, гуру Нанак у, і після його проповідей вирішив слідувати за ним. Гуру сам дав йому ім'я Ангад, хоча за народженням того звали Лехна (або Лахіна). Ангад зумів наділити в форму і додати завершений вигляд ідеалам свого вчителя. Як найулюбленіший учень Нанака він був призначений гуру в 1539 році, відразу ж почав засновувати школи, де місцева молодь навчалася своєї рідної мови панджабі, а не класичного санскриту. Перед смертю призначив своїм спадкоємцем учня Амар Даса.
Ангад свято вірив в необхідність і важливість фізичного виховання і вважав ідеалом наявність прекрасного розуму і здорового тіла. Відомий також як поет, Ангад написав 61 гімн, включений після його смерті в Аді Грантх.
Ангад також поширював важливі для ідеології сикхізму Лангари («кухня»), які ламали традиційну індуїстську кастову систему, являючи собою общинні трапезні, де може пообідати хто з ким хоче. При цьому належність до тієї чи іншої касти не враховується, і всі відмінності, пов'язані з цим, знімаються.